# Quatre Mains (single)
Quatre Mains is een nummer van de Belgische indierockband dEUS uit 2012. Het is de eerste single van hun zevende studioalbum Following Sea. Het nummer kreeg een MIA-nominatie voor Beste videoclip. Het is het eerste Franstalige nummer dat op single verscheen.

## Ontvangst
"Quatre mains" werd een hit in België, met een 10e positie in de Vlaamse Ultratop 50.